# Kninja
Gli Kninja (in serbo Книнџе?, Knindže) sono stati un gruppo paramilitare serbo attivo durante la guerra di Croazia e in Bosnia ed Erzegovina, comandati da Dragan Vasiljković, conosciuto col soprannome di Capitano Dragan.

## Nome e simbologia
Il gruppo inizialmente non aveva un nome ufficiale, ma si guadagnò il soprannome di "Kninja", una crasi tra "Knin" (Tenin in lingua serba) e "ninja". Erano noti anche come "Berretti Rossi", poiché adottarono dei baschi rossi dopo la Battaglia di Glina, un nome che in seguito venne ripreso dall'Unità per Operazioni Speciali. Il loro simbolo era uno scudo crociato abbinato a quattro “С” rivolte l'una verso l'altra. Vasiljković spiegò che il simbolo aveva un significato: rappresentava l'idea che i serbi non avrebbero più dovuto voltarsi le spalle a vicenda.

## Storia
Dragan Vasiljković, imprenditore serbo naturalizzato australiano, tornò in Jugoslavia nel maggio del 1990, recandosi a Belgrado dove incontrò Saša Medaković, uno dei leader della rivoluzione dei tronchi e amico di Milan Martić, il capo della Milizia della Krajina. Visitò la Regione Autonoma Serba di Krajina nell'autunno dello stesso anno, criticando l'organizzazione delle forze armate locali e offrendo il suo supporto per riorganizzarle.
Nella primavera del 1991, Vasiljković fece ritorno nei territori della RAS di Krajina, dove divenne istruttore in un centro di addestramento nella capitale, Tenin, chiamato Alfa. Le reclute erano volontari locali o provenienti dalla Jugoslavia, destinati a entrare nelle forze di polizia o nella difesa territoriale. Tuttavia, Vasiljković preferì formare un gruppo paramilitare indipendente da entrambe le formazioni, selezionando personalmente quelli che considerava i “migliori” tra le reclute. Questo portò a frequenti contrasti con i capi politici delle repubbliche e le autorità di Belgrado. Il gruppo guidato da Vasiljković prese il nome di Kninja, poiché il centro di addestramento era chiuso agli estranei e le attività avvenivano in segreto. Il gruppo partecipò ai combattimenti a Costainizza, Glina e Bencovazzo, dove prese parte al massacro di Bruška.
Ad agosto, le forze militari jugoslave avviarono operazioni in Croazia a sostegno delle repubbliche serbe, portando alla presenza di ufficiali jugoslavi con cui Vasiljković aveva avuto divergenze strategiche. In risposta, Vasiljković decise di abbandonare le zone di guerra. Molti dei suoi kninja lo seguirono, mentre altri, come Veljko Milanković, rimasero nella zona bellica; Milanković divenne in seguito comandante di un altro gruppo paramilitare, i Lupi di Vučjak.
Il centro di addestramento Alfa venne sciolto, ma furono creati due nuovi centri nei villaggi di Ležimir e Paizoš, gestiti da Franko Simatović, con lo scopo di addestrare le forze speciali della neonata Repubblica Serba di Krajina.
Vasiljković ritornò nella Krajina nell’autunno del 1993, riprendendo la guida del gruppo, che nel frattempo era stato integrato nell’Esercito della Repubblica Serba di Krajina. Prese parte alla battaglia di Škabrnja, alla battaglia di Velika Kladuša nel 1994, e l'anno successivo partecipò alle operazioni Mistral 2 contro le forze bosniache e Sana contro quelle croate, entrambe conclusesi con la sconfitta serba. Sempre nel 1995, il gruppo si sciolse definitivamente e molti dei suoi membri si unirono all’Unità per Operazioni Speciali della Repubblica Federale di Jugoslavia.

## Accuse
Vasiljković è stato accusato di crimini di guerra dal Ministero della Giustizia croato. Arrestato in Australia nel 2006 su mandato di cattura dell'Interpol, è stato estradato in Croazia nel luglio 2015. Nel 2017 è stato condannato a 15 anni di carcere e rilasciato il 28 marzo 2020.

## Impatto culturale

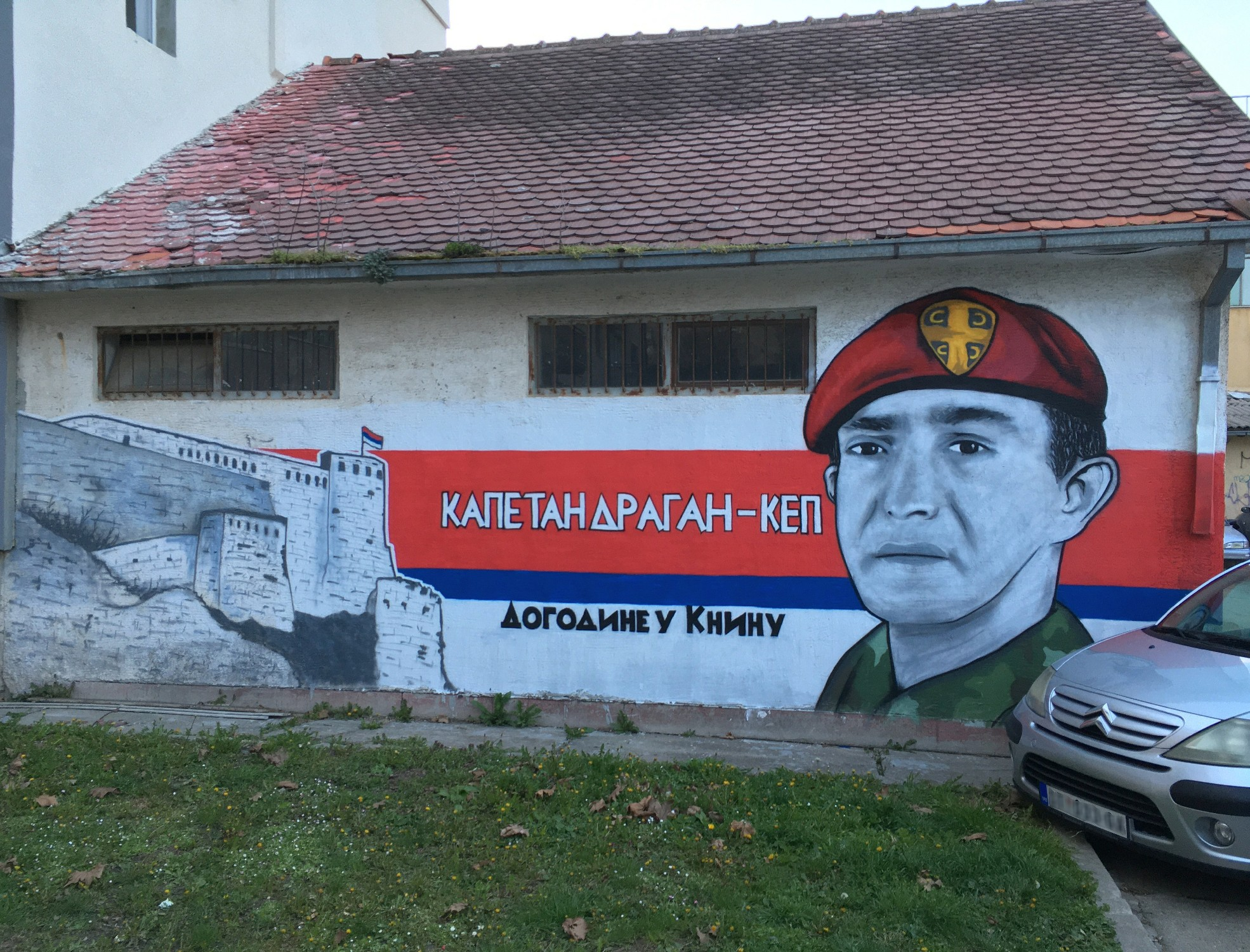
Murales dedicato a Vasiljković

Il cantante serbo Baja Mali Knindža ha scelto il suo nome d'arte in onore del gruppo, a cui ha dedicato nel 1992 la canzone Knindže Krajišnici. Durante la guerra in Croazia, il quotidiano serbo Politika pubblicò un fumetto che aveva come protagonisti un gruppo di kninja.